# Brachyhypopomus brevirostris
Brachyhypopomus brevirostris is een vissensoort uit de familie van de Amerikaanse mesalen (Hypopomidae). De wetenschappelijke naam van de soort is voor het eerst geldig gepubliceerd in 1868 door Steindachner.